# Karl Heinrich Keck
Karl Heinrich Christian Keck (* 20. März 1824 in Schleswig; † 7. Februar 1895 in Kiel) war ein deutscher Gymnasiallehrer und Schriftsteller.

## Leben
Kecks Vater war Tischlermeister in Schleswig. Nach dem Besuch der Domschule Schleswig studierte er in Kiel und Bonn, wo Friedrich Ritschl zu seinen Professoren gehörte. Während seines Studiums wurde er 1844 Mitglied der  Burschenschaft Fridericia Bonn, der Burschenschaft Albingia Kiel und 1845 der Bonner Burschenschaft Frankonia. Ab März 1848 gehörte er der Schleswig-holsteinischen Armee an und geriet in dänische Gefangenschaft. Er befreundete sich mit dem General Edwin von Manteuffel, dem er bis zu seinem Tod verbunden blieb.
Nach Beendigung des Studiums unterrichtete er an den Gymnasien in Plön und Glückstadt, später auch als Rektor in Plön und Husum. Dort veranstaltete er populärwissenschaftliche Vorträge für die Bürger der Stadt und Aulavorträge für die Schüler, zu denen Persönlichkeiten wie Theodor Storm und Wilhelm Jordan, aber auch Kollegen wie Ludwig Matthiessen, Eugen Petersen, August Mommsen und Rudolf von Fischer-Benzon  gewinnen konnte.
1881 bis 1884 war Karl Heinrich Keck Redakteur beim Deutschen Literaturblatt, das im Perthes-Verlag in Gotha erschien. Daneben war er Herausgeber des „Schleswig-Holsteinischen Hauskalenders“. Nach seiner Pensionierung 1887 zog Keck nach Kiel, wo er 1895 starb.

## Schriften (Auswahl)
- Die Kaiserwahl zu Frankfurt. Komödie in drei Akten, Kiel 1850 (Pseudonym „Karl Heinrich“)
- Anna. Ein Idyll in sieben Gesängen, Kiel 1850 (Pseudonym „Karl Heinrich“)
- Heldenlieder von Adolf IV., dem Schauenburger, Hamburg 1851 (anonym)
- Aeschylos' Agamemnon, griechisch und deutsch, mit Einleitung, einer Abhandlung zur aeschylischen Kritik und Commentar, Leipzig 1863.
- Die Gudrunsage. Drei Vorträge über ihre erste Gestalt und ihre Wiederbelebung, gehalten in Schleswig im Januar 1867, Leipzig 1867
- Iduna. Deutsche Heldensagen, dem deutschen Volk und seiner Jugend wiedererzählt, Leipzig 1881 (3 Bände)
- Ein kleiner Beitrag zur Erklärung und Verbesserung von Sophokles' Antigone, Schleswig 1882
- Die Pfingstweihe oder: Die Einsegnung. Ein Idyll in drei Gesängen, Gotha 1882
- Klassische deutsche Dichtungen mit kurzen Erklärungen für Schule uns Haus, Gotha 1883

(In der Reihe erschien als Band 1: Goethes „Hermann und Dorothea“ mit Erklärungen von Keck.)
- Das Leben des General-Feldmarschalls Edwin von Manteuffel, Bielefeld und Leipzig 1890
- Gedenkbuch eines Schleswig-Holsteiners aus fünf Jahrzehnten. Gedichte, Kiel 1894